# Mugge & hans mærkelige hjerne
|  | Denne artikel er oprettet af botten Steenthbot ud fra en ekstern database. Den kan derfor have sproglige fejl eller mangler. Denne skabelon kan fjernes efter kontrol af indholdet. |

Mugge & hans mærkelige hjerne er en dansk børnefilm fra 2022 instrueret af Anders Morgenthaler og Mikael Wulff.

## Handling
Første dag efter sommerferien skal eleverne på Basserup Kommuneskole til prøve. Og da den ellers så glade dreng, Mugge, viser sig at have en hjerne, der er så mærkelig, at hans svar får computeren til at eksplodere, går hele systemet i panik. Mugge sendes omgående i specialklasse og spås en sort fremtid. Han beslutter sig derfor for at starte sin egen skole. En skole hvor der er plads til børn med mærkelige hjerner. Han døber skolen Friheden. Samtidig begynder Mugges bedste veninde Sofia på den militante eliteskole Killer Instinct School System. Mugge og Sofia glider langsomt fra hinanden, og snart hænger deres venskab i en tynd tråd. Da konkurrencen "Kommunemesterskabet i skole" annonceres, optrappes Mugge og Sofias konflikt yderligere og de står overfor et endeligt opgør…